# Europameisterschaften im Wasserspringen 2013
Die 3. Europameisterschaften im Wasserspringen wurden vom 18. bis 23. Juni 2013 in Rostock ausgetragen. Austragungsort war die Neptun-Schwimmhalle, die aufgrund dieser und der folgenden EM umfangreich modernisiert wurde. Schon vor der Veranstaltung stand fest, dass Rostock auch Ausrichter der Europameisterschaften 2015 sein wird.
Es wurden elf Wettbewerbe ausgetragen, jeweils für Frauen und Männer Einzelwettbewerbe vom 1-m- und 3-m-Brett und vom 10-m-Turm sowie Synchronwettbewerbe vom 3-m-Brett und 10-m-Turm. Hinzu kam ein Teamwettbewerb.

## Teilnehmer
Es nahmen 100 Athleten aus 19 Ländern teil.
| Teilnehmende Nationen (mit Anzahl der Teilnehmer)                          | Teilnehmende Nationen (mit Anzahl der Teilnehmer)                    | Teilnehmende Nationen (mit Anzahl der Teilnehmer)             | Teilnehmende Nationen (mit Anzahl der Teilnehmer)              | Teilnehmende Nationen (mit Anzahl der Teilnehmer) |
| -------------------------------------------------------------------------- | -------------------------------------------------------------------- | ------------------------------------------------------------- | -------------------------------------------------------------- | ------------------------------------------------- |
| Deutschland (11) Finnland (5) Frankreich (5) Georgien (1) Griechenland (4) | Italien (12) Litauen (1) Niederlande (4) Norwegen (3) Österreich (3) | Polen (2) Rumänien (2) Russland (11) Schweden (3) Spanien (2) | Ukraine (12) Ungarn (6) Vereinigtes Königreich (9) Belarus (4) |                                                   |

## Ergebnisse

### Frauen

#### Einzel

##### 1 Meter
| Platz | Sportler             | Land                   | Punkte |
| ----- | -------------------- | ---------------------- | ------ |
| 1     | Tania Cagnotto       | Italien                | 301,20 |
| 2     | Nadeschda Baschina   | Russland               | 274,35 |
| 3     | Marija Poljakowa     | Russland               | 273,90 |
| 4     | Olena Fedorowa       | Ukraine                | 267,00 |
| 5     | Anastassija Nedobiha | Ukraine                | 261,80 |
| 6     | Maria Marconi        | Italien                | 261,15 |
| 7     | Tina Punzel          | Deutschland            | 258,95 |
| 8     | Rebecca Gallantree   | Vereinigtes Königreich | 248,40 |
| 9     | Inge Jansen          | Niederlande            | 231,75 |
| 10    | Sophie Somloi        | Österreich             | 228,20 |
| 11    | Alicia Blagg         | Vereinigtes Königreich | 227,30 |
| 12    | Maxine Eouzan        | Frankreich             | 214,05 |

Datum: 21. Juni 2013
 Friederike Freyer erreichte mit 205,55 Punkten im Vorkampf Rang 18.

##### 3 Meter
| Platz | Sportler           | Land                   | Punkte |
| ----- | ------------------ | ---------------------- | ------ |
| 1     | Tina Punzel        | Deutschland            | 336,70 |
| 2     | Tania Cagnotto     | Italien                | 331,85 |
| 3     | Nadeschda Baschina | Russland               | 326,10 |
| 4     | Maria Marconi      | Italien                | 314,50 |
| 5     | Hanna Pysmenska    | Ukraine                | 301,95 |
| 6     | Olena Fedorowa     | Ukraine                | 288,35 |
| 7     | Hannah Starling    | Vereinigtes Königreich | 288,30 |
| 8     | Alicia Blagg       | Vereinigtes Königreich | 286,80 |
| 9     | Alena Chamulkina   | Belarus                | 249,80 |
| 10    | Sophie Somloi      | Österreich             | 227,35 |
| 11    | Inge Jansen        | Niederlande            | 213,70 |
| 12    | Taina Karvonen     | Finnland               | 204,40 |

Datum: 22. Juni 2013
 Friederike Freyer erreichte mit 161,85 Punkten im Vorkampf Rang 21.

##### 10 Meter
| Platz | Sportler            | Land                   | Punkte |
| ----- | ------------------- | ---------------------- | ------ |
| 1     | Julija Prokoptschuk | Ukraine                | 373,30 |
| 2     | Julija Koltunowa    | Russland               | 371,10 |
| 3     | Maria Kurjo         | Deutschland            | 323,00 |
| 4     | Sarah Barrow        | Vereinigtes Königreich | 319,25 |
| 5     | Tonia Couch         | Vereinigtes Königreich | 300,10 |
| 6     | Laura Marino        | Frankreich             | 292,25 |
| 7     | Villő Kormos        | Ungarn                 | 285,25 |
| 8     | Noemi Bátki         | Italien                | 284,95 |
| 9     | Kieu Duong          | Deutschland            | 275,80 |
| 10    | Hanna Krasnoschlyk  | Ukraine                | 268,55 |
| 11    | Zsófia Reisinger    | Ungarn                 | 264,40 |
| 12    | Iira Laatunen       | Finnland               | 252,05 |

Datum: 19. Juni 2013

#### Synchron

##### 3 Meter
| Platz | Sportler                           | Land                   | Punkte |
| ----- | ---------------------------------- | ---------------------- | ------ |
| 1     | Tania Cagnotto Francesca Dallapé   | Italien                | 324,30 |
| 2     | Hanna Pysmenska Olena Fedorowa     | Ukraine                | 300,60 |
| 3     | Rebecca Gallantree Alicia Blagg    | Vereinigtes Königreich | 292,17 |
| 4     | Kieu Duong Tina Punzel             | Deutschland            | 291,00 |
| 5     | Marija Poljakowa Kristina Iljinych | Russland               | 282,30 |
| 6     | Inge Jansen Celine van Duijn       | Niederlande            | 277,50 |
| 7     | Flóra Gondos Zsófia Reisinger      | Ungarn                 | 259,98 |
| 8     | Taina Karvonen Iira Laatunen       | Finnland               | 258,45 |

Datum: 23. Juni 2013

##### 10 Meter
| Platz | Sportler                                | Land                   | Punkte |
| ----- | --------------------------------------- | ---------------------- | ------ |
| 1     | Julija Koltunowa Natalja Gontscharowa   | Russland               | 315,66 |
| 2     | Tonia Couch Sarah Barrow                | Vereinigtes Königreich | 306,24 |
| 3     | Maria Kurjo Julia Stolle                | Deutschland            | 299,16 |
| 4     | Wiktorija Potechina Julija Prokoptschuk | Ukraine                | 294,42 |
| 5     | Villő Kormos Zsófia Reisinger           | Ungarn                 | 266,64 |

Datum: 20. Juni 2013

### Männer

#### Einzel

##### 1 Meter
| Platz | Sportler              | Land                   | Punkte |
| ----- | --------------------- | ---------------------- | ------ |
| 1     | Illja Kwascha         | Ukraine                | 467,75 |
| 2     | Martin Wolfram        | Deutschland            | 414,75 |
| 3     | Oliver Homuth         | Deutschland            | 414,45 |
| 4     | Constantin Blaha      | Österreich             | 405,95 |
| 5     | Sergei Nasin          | Russland               | 388,75 |
| 6     | Oliver Dingley        | Vereinigtes Königreich | 382,35 |
| 7     | Jewgeni Nowossjolow   | Russland               | 378,20 |
| 8     | Andrzej Rzeszutek     | Polen                  | 355,40 |
| 9     | Espen Gilje Bergslien | Norwegen               | 352,40 |
| 10    | Stefanos Paparounas   | Griechenland           | 349,50 |
| 11    | Michele Benedetti     | Italien                | 329,20 |
| 12    | Espen Valheim         | Norwegen               | 308,25 |

Datum: 19. Juni 2013
 Fabian Brandl erreichte mit 271,75 Punkten im Vorkampf Rang 25.

##### 3 Meter
| Platz | Sportler                | Land        | Punkte |
| ----- | ----------------------- | ----------- | ------ |
| 1     | Ilja Sacharow           | Russland    | 502,90 |
| 2     | Jewgeni Kusnezow        | Russland    | 471,55 |
| 3     | Patrick Hausding        | Deutschland | 428,70 |
| 4     | Illja Kwascha           | Ukraine     | 427,85 |
| 5     | Oleksandr Horschkowosow | Ukraine     | 424,50 |
| 6     | Sascha Klein            | Deutschland | 419,50 |
| 7     | Yorick de Bruijn        | Niederlande | 409,85 |
| 8     | Andrzej Rzeszutek       | Polen       | 396,85 |
| 9     | Espen Valheim           | Norwegen    | 341,20 |
| 10    | Tschola Tschanturia     | Georgien    | 339,60 |
| 11    | Constantin Blaha        | Österreich  | 324,85 |
| 12    | Michele Benedetti       | Italien     | 315,50 |

Datum: 20. Juni 2013
 Fabian Brandl erreichte mit 242,10 Punkten im Vorkampf Rang 24.

##### 10 Meter
| Platz | Sportler          | Land                   | Punkte |
| ----- | ----------------- | ---------------------- | ------ |
| 1     | Olexandr Bondar   | Ukraine                | 521,45 |
| 2     | Patrick Hausding  | Deutschland            | 514,65 |
| 3     | Wiktor Minibajew  | Russland               | 500,35 |
| 4     | Sergei Nasin      | Russland               | 485,10 |
| 5     | Anton Sacharow    | Ukraine                | 483,55 |
| 6     | Wadsim Kaptur     | Belarus                | 471,70 |
| 7     | Andrea Chiarabini | Italien                | 435,20 |
| 8     | Maicol Verzotto   | Italien                | 412,80 |
| 9     | James Denny       | Vereinigtes Königreich | 405,10 |
| 10    | Daniel Goodfellow | Vereinigtes Königreich | 399,05 |
| 11    | Espen Valheim     | Norwegen               | 369,15 |
| 12    | Dominik Stein     | Deutschland            | 342,15 |

Datum: 23. Juni 2013

#### Synchron

##### 3 Meter
| Platz | Sportler                                     | Land         | Punkte |
| ----- | -------------------------------------------- | ------------ | ------ |
| 1     | Jewgeni Kusnezow Ilja Sacharow               | Russland     | 460,44 |
| 2     | Patrick Hausding Stephan Feck                | Deutschland  | 431,58 |
| 3     | Oleksandr Horschkowosow Oleh Kolodij         | Ukraine      | 422,52 |
| 4     | Jauhen Karaljou Andrei Pawluk                | Belarus      | 366,42 |
| 5     | Andreas Nader Billi Giovanni Tocci           | Italien      | 366,06 |
| 6     | Stefanos Paparounas Michail Nektario Fafalis | Griechenland | 337,44 |
| 7     | Espen Valheim Daniel Jensen                  | Norwegen     | 337,26 |
| 8     | Héctor García Nicolás García                 | Spanien      | 334,44 |

Datum: 21. Juni 2013

##### 10 Meter
| Platz | Sportler                                   | Land        | Punkte |
| ----- | ------------------------------------------ | ----------- | ------ |
| 1     | Patrick Hausding Sascha Klein              | Deutschland | 463,20 |
| 2     | Wiktor Minibajew Artjom Tschessakow        | Russland    | 458,76 |
| 3     | Oleksandr Horschkowosow Dmytro Meschenskyj | Ukraine     | 436,86 |
| 4     | Maicol Verzotto Francesco Dell’Uomo        | Italien     | 397,56 |
| 5     | Espen Valheim Daniel Jensen                | Norwegen    | 359,61 |
| 6     | Wadsim Kaptur Jauhen Karaljou              | Belarus     | 352,77 |

Datum: 22. Juni 2013

### Team
| Platz | Sportler                            | Land                   | Punkte |
| ----- | ----------------------------------- | ---------------------- | ------ |
| 1     | Olexandr Bondar Julija Prokoptschuk | Ukraine                | 413,20 |
| 2     | Sascha Klein Tina Punzel            | Deutschland            | 384,00 |
| 3     | Jewgeni Kusnezow Julija Koltunowa   | Russland               | 348,10 |
| 4     | Wadsim Kaptur Alena Chamulkina      | Belarus                | 341,55 |
| 5     | Heikki Mäkikallio Iira Laatunen     | Finnland               | 338,05 |
| 6     | Andrea Chiarabini Tania Cagnotto    | Italien                | 330,60 |
| 7     | Oliver Dingley Rebecca Gallantree   | Vereinigtes Königreich | 327,35 |
| 8     | Laura Marino Benjamin Auffret       | Frankreich             | 305,75 |

Datum: 18. Juni 2013

## Medaillenspiegel
| Platz  | Land                   | Gold | Silber | Bronze | Gesamt |
| ------ | ---------------------- | ---- | ------ | ------ | ------ |
| 1      | Ukraine                | 4    | 1      | 2      | 7      |
| 2      | Russland               | 3    | 4      | 4      | 11     |
| 3      | Deutschland            | 2    | 4      | 4      | 10     |
| 4      | Italien                | 2    | 1      | -      | 3      |
| 5      | Vereinigtes Königreich | -    | 1      | 1      | 2      |
| Gesamt | Gesamt                 | 11   | 11     | 11     | 33     |